# Belal Jadallah
Belal Jadallah (en árabe: بلال جادالله‎; Gaza, 1 de mayo de 1978 – Gaza, 19 de noviembre de 2023) fue un periodista palestino y director de la organización no gubernamental «Casa de Prensa-Palestina» una organización dedicada a capacitar a los futuros periodistas de la región y mejorar la libertad de expresión. Murió en un ataque aéreo israelí durante la guerra de Gaza.

## Biografía
Jadallah nació el 1 de mayo de 1978 en Gaza. Durante su juventud obtuvo una licenciatura en Literatura en Lengua Inglesa. Cuatro de sus familiares trabajan para Reuters. Su hermano menor, Ali Jadallah, es fotoperiodista.
Trabajó como director de medios y relaciones internacionales en la Autoridad Nacional Palestina hasta 2006. Fue director del Centro Independiente Palestino de Servicios de Medios hasta 2013.
En 2014, fundó la Casa de Prensa-Palestina, una organización sin ánimo de lucro de Gaza centrada en la libertad de prensa y la educación periodística. Jadallah y su organización fueron influyentes para muchos periodistas de Gaza, y muy a menudo fue descrito como el «padrino de los periodistas palestinos». Durante décadas, había formado a periodistas e impartido cursos de seguridad.
También había contribuido al trabajo del Comité para la Protección de los Periodistas, incluso localizando a familiares de periodistas asesinados por el ejército israelí en Gaza y adquiriendo fotografías para un informe de mayo de 2023.
Belal informó sobre la guerra de Gaza desde Gaza. Jadallah y la Casa de Prensa de la Franja de Gaza también trabajaron para proporcionar equipos técnicos y de seguridad y espacio de oficina a los periodistas que cubren el conflicto y recibió a corresponsales extranjeros en la Franja. Según su hermano, el fotoperiodista Ali Jadallah, había estado «muy decidido a permanecer en la ciudad de Gaza durante más de un mes y creía firmemente que era su deber moral contar al mundo lo que presenciaba en la pequeña ciudad sitiada, ayudando a las personas necesitadas de los alrededores en medio de esta catástrofe humanitaria».

### Muerte
Según los miembros de su familia, Jadallah les había dicho que planeaba viajar al sur desde la ciudad de Gaza el 19 de noviembre cuando murió después de que su coche fuera alcanzado por un bombardeo israelí en el barrio de Zeitún en la ciudad de Gaza (otras fuentes hablan de que su coche fue alcanzado por el proyectil de un tanque israelí). Su cuñado, Abdulkareem Abed, también resultó gravemente herido en el mismo ataque.